# Antonio Garrido Mardones
Antonio Garrido Mardones (Santiago, 4 de febrero de 1953) es un boxeador retirado y político chileno. Se desempeñó como alcalde de la comuna de Independencia entre 2000 y 2012.

## Carrera deportiva
Garrido tuvo una extensa carrera como boxeador, desde 1970 a 1982.

## Carrera política
Antonio Garrido asume como alcalde de la comuna de Independencia el 6 de diciembre de 2000, dejando el cargo el 6 de diciembre de 2012, luego de ser derrotado por el candidato Gonzalo Durán Baronti (PS) en las elecciones municipales de ese mismo año.
El 28 de octubre de 2012 se presentó a la reelección en las elecciones municipales, pero no resultó reelecto, siendo derrotado por el PS Gonzalo Durán. En 2016 buscará volver a la alcaldía de Independencia en las elecciones municipales de octubre de ese año.

## Controversias

### Gestión edilicia
A pocos meses de haber asumido como alcalde, en marzo de 1997, prohibió el ingreso de alumnos hombres con cabello largo o aretes a los colegios municipales de Independencia, pues según el éstos «se hicieron para las mujeres. A los hombres no les aportan nada». Se interpusieron recursos de protección por la medida, ante lo cual Garrido señaló que «No me preocupan los recursos que presenten. Estoy haciendo las cosas bien y no daré pie atrás aunque venga todo el gobierno a hablar conmigo».
El 17 de julio de 2008, la comuna de Independencia se vio sumida en numerosos apagones del alumbrado público debido a incumplimientos en los pagos a la empresa Chilectra, por lo cual se acusó al alcalde de «notable abandono de deberes». Al respecto, la Municipalidad de Independencia respondió que estos incumplimientos se debían a la cancelación de «subvenciones en salud y educación».
Se cuenta también entre estas críticas a su gestión la denuncia formulada en junio de 2008 por la, en aquel entonces, concejal de independencia, Carola Rivero (PS), quien denunció el desconocimiento de Garrido de un dictamen emitido por la Contraloría General de la República de Chile donde se sancionaba que una sesión de terrenos en la comuna de Independencia a la cadena de supermercados Monserrat por parte de la Municipalidad había sido ilícita, y donde se obligaba a esta cadena a la devolución de terrenos y la cancelación de una multa de 500 millones de pesos.
En agosto de 2011, el programa de Televisión Nacional de Chile Informe especial realizó una denuncia contra el alcalde, al que se imputó la entrega irregular de licencias de conducir en su comuna a cambio de votos. A este hecho se sumaron las acusaciones del diputado Patricio Hales (PPD) y la concejal de Independencia Pilar Durán (PS) sobre supuestas acciones intimidatoria de Garrido contra la concejal, debido al involucramiento de la mencionada en la investigación referida a este caso.

### Acusaciones de xenofobia y homofobia
En enero de 2008, Garrido se vio envuelto en la polémica por declaraciones de connotación xenofóbica. En respuesta a una pregunta sobre los problemas relacionados con la alta presencia de inmigrantes peruanos en la comuna de Independencia, este respondió.

-«¡Muchos! Los peruanos que han llegado no son de primera ni segunda, son de tercera categoría, vienen muertos de hambre de Perú a ganarse un plato de comida acá, y traen sus costumbres, como comer y tomar en la calle. En Chile no estamos acostumbrados a la cochinada».
Antonio Garrido, a La Segunda

Así mismo, el alcalde se ha visto involucrado en la polémica por declaraciones y acciones homófobas contra la transexual Claudia Espinoza Araya, a quien el edil calificó de «mariconcito» (sic), y al cual supuestamente le negó el permiso para ejercer el comercio ambulante al ordenar a la Oficina de Patentes de la comuna su rechazo. Espinoza adujo además que Garrido le puso como condicionante para ello el que «se vistiera de hombre». Ante este caso, el Movimiento de Integración y Liberación Homosexual presentó un recurso de protección en favor de Espinoza, el cual fue rechazado por la Corte Suprema. Al respecto, el Alcalde Garrido declaró.

«(...) si yo quiero le doy permiso al mariconcito. A mí no me molesta quién sea. Pero no me parece que venga un hombre vestido de mujer (..) De otra manera me parece un mal ejemplo para los niños y para todos (...)»
Antonio Garrido, en El Naveghable.

### Elecciones municipales de 2012
Así mismo, durante el periodo ad portas de las Elecciones municipales de Chile de 2012, Garrido estuvo envuelto en la polémica debido a un video subido a Youtube donde se puede apreciar al alcalde repartiendo dinero en las puertas de la Municipalidad de Independencia a los transeúntes. En una entrevista a Radio Cooperativa Garrido reconoció el hecho, a lo cual agregó que esta práctica la realiza desde «hace 15 años», pero le restó importancia asegurando que su actitud no era la de «comprar votos» si no de ayudar a la gente, y que su actuar se había tergiversado por acción de «un par políticos estúpidos».

«Así como lo hacía «Felipito» Camiroaga, que hacía tantas cosas sin que nadie supiera, yo trato de hacer lo mismo: que nadie sepa nada (...) Como lo haré de callado que estoy desde hace 15 años y recién se están dando cuenta porque un par de políticos estúpidos de mierda (sic) lo publicaron en el computador. Yo creo que es injusto, es muy cochina la política».
Antonio Garrido, a Radio Cooperativa

Por este hecho, el candidato de la alcaldía de Independencia Gonzalo Durán (PS) declaró que iniciará una denuncia en contra del alcalde ante la Contraloría General de la República de Chile por presunta contravención a la ley electoral.
Ese mismo año tuvo un impasse entre el alcalde y la periodista de Canal 13, Carolina Urrejola, a quien calificó de «atea», de no estar «ni ahí con Dios» y «que no es ná (sic) muy simpática», además de proferir amenazas de corte religioso, como que «las va a tener que pagar» y que «se la va a llevar el cuco». Todo esto, en respuesta a la pregunta de la periodista respecto de la molestia de los vecinos de Independencia por la instalación de carteles religiosos en la comuna, promovida por el alcalde. En esta ocasión, la periodista consultó también al alcalde respecto de la repartición de dinero en tiempos de elecciones, frente a lo cual Garrido se defiende justificando este acto como una ayuda a los más necesitados, por lo que se llama a sí mismo el «Farkas piojento».

## Historial electoral

### Elecciones municipales de 1992
- Elecciones municipales de 1992, para la alcaldía y concejo municipal de Independencia[12]

(Se consideran solo candidatos con sobre el 2,8% de los votos)
| Candidato                   | Pacto                          | Partido | Votos | %     | Resultado |
| --------------------------- | ------------------------------ | ------- | ----- | ----- | --------- |
| Heriberto Benquis Camhi     | Concertación por la Democracia | PPD     | 9.865 | 22,70 | Alcalde   |
| Eduardo Aylwin Escárate     | Concertación por la Democracia | PDC     | 6.851 | 15,76 | Concejal  |
| Antonio Garrido Mardones    | Participación y Progreso       | RN      | 3.645 | 8,39  | Concejal  |
| Dante Yutronic Cavagnaro    | Unión de Centro Centro         | UCC     | 3.053 | 7,02  |           |
| César Barahona Ortega       | Concertación por la Democracia | PR      | 2.798 | 6,44  | Concejal  |
| Margarita Vásquez Contreras | Participación y Progreso       | UDI     | 2.765 | 6,36  | Concejal  |
| Fernando Bastías Yessi      | Concertación por la Democracia | PDC     | 2.610 | 6,00  |           |
| Jaime Ruiseñor Faine        | Participación y Progreso       | UDI     | 2.353 | 5,41  |           |
| Pedro Urtubia Díaz          | Participación y Progreso       | UDI     | 1.848 | 4,25  |           |
| Salvador Ramírez Maldonado  | Concertación por la Democracia | PS      | 1.244 | 2,86  | Concejal  |
| Hugo Enrique Yanes Garín    | Participación y Progreso       | RN      | 1.239 | 2,85  |           |

### Elecciones municipales de 1996
- Elecciones municipales de 1996, para la alcaldía y concejo municipal de Independencia[13]

(Se consideran solo candidatos con sobre el 3% de los votos)
| Candidato                   | Pacto                                         | Partido | Votos | %     | Resultado |
| --------------------------- | --------------------------------------------- | ------- | ----- | ----- | --------- |
| Antonio Garrido Mardones    | Unión por Chile                               | RN      | 6.156 | 15,76 | Alcalde   |
| Pedro Cárdenas Cardenas     | Concertación por la Democracia                | PPD     | 6.064 | 15,53 | Concejal  |
| Margarita Vásquez Contreras | Unión por Chile                               | ILDUD   | 4.388 | 11,24 | Concejal  |
| Luis García Hurtado         | Concertación por la Democracia                | PDC     | 3.893 | 9,97  | Concejal  |
| Dante Yutronic Cavagnaro    | Independientes Progresistas por Centro Centro | ILB     | 3.346 | 8,57  |           |
| Gonzalo Durán Baronti       | Concertación por la Democracia                | PS      | 2.807 | 7,19  | Concejal  |
| América López               | Concertación por la Democracia                | PDC     | 1.950 | 4,99  |           |
| Paul Inostroza Baeza        | Unión por Chile                               | ILDRN   | 1.439 | 3,69  | Concejal  |
| Enrique Durán Fierro        | Unión por Chile                               | ILDUD   | 1.288 | 3,30  |           |
| César Barahona Ortega       | Concertación por la Democracia                | PRSD    | 1.191 | 3,05  |           |

### Elecciones municipales de 2000
- Elecciones municipales de 2000, para la alcaldía y concejo municipal de Independencia[14]

| Candidato                   | Pacto                                      | Partido | Votos  | %     | Resultado |
| --------------------------- | ------------------------------------------ | ------- | ------ | ----- | --------- |
| Antonio Garrido Mardones    | Alianza por Chile                          | RN      | 14.437 | 36,70 | Alcalde   |
| Gonzalo Durán Baronti       | Concertación de Partidos por la Democracia | PS      | 8.006  | 20,35 | Concejal  |
| José Hidalgo Zamora         | Concertación de Partidos por la Democracia | PPD     | 4.433  | 11,27 | Concejal  |
| Margarita Vásquez Contreras | Alianza por Chile                          | UDI     | 3.112  | 7,91  | Concejal  |
| Luis García Hurtado         | Concertación de Partidos por la Democracia | PDC     | 3.069  | 7,80  | Concejal  |
| Paul Inostroza Baeza        | Centro Centro                              | ILD     | 1.391  | 3,54  |           |
| Alejandro Garrido Mardones  | Centro Centro                              | ILD     | 1.377  | 3,50  |           |
| Jorge Rojas Garrido         | La Izquierda                               | PC      | 987    | 2,51  |           |
| Lavinia Paredes Cuadros     | Concertación de Partidos por la Democracia | PRSD    | 623    | 1,58  |           |
| Luis López Donoso           | Centro Centro                              | ILD     | 601    | 1,53  |           |
| Rodrigo Barco Sánchez       | Alianza por Chile                          | RN      | 542    | 1,38  | Concejal  |
| Juana Cruz Segovia          | Alianza por Chile                          | ILB     | 433    | 1,10  |           |
| Marcelo Rodríguez Arriagada | La Izquierda                               | PC      | 322    | 0,82  |           |

### Elecciones municipales de 2004
- Elecciones municipales de 2004, para la alcaldía de Independencia[15]

| Candidato                    | Pacto                          | Partido | Votos  | %     | Resultado |
| ---------------------------- | ------------------------------ | ------- | ------ | ----- | --------- |
| Antonio Garrido Mardones     | Alianza                        | RN      | 17.297 | 48,67 | Alcalde   |
| Gonzalo Durán Baronti        | Concertación por la Democracia | PS      | 16.305 | 45,88 |           |
| Jorge Antonio Burton Aravena | Juntos Podemos                 | PC      | 1.940  | 5,46  |           |

### Elecciones municipales de 2008
- Elecciones municipales de 2008, para la alcaldía de Independencia[16]

| Candidato                       | Pacto                    | Partido | Votos  | %     | Resultado |
| ------------------------------- | ------------------------ | ------- | ------ | ----- | --------- |
| Antonio Garrido Mardones        | Alianza                  | RN      | 18.300 | 50,80 | Alcalde   |
| Carola Rivero Canales           | Concertación Democrática | PS      | 12.239 | 33,98 |           |
| José Anselmo Hidalgo Zamora     | Juntos Podemos Más       | ILD     | 4.074  | 11,31 |           |
| Rafael Leónidas Trujillo Castro | Por un Chile limpio      | ILA     | 1.408  | 3,91  |           |

### Elecciones municipales de 2012
- Elecciones municipales de 2012, para la alcaldía de Independencia[17]

| Candidato                | Pacto                    | Partido | Votos  | %     | Resultado |
| ------------------------ | ------------------------ | ------- | ------ | ----- | --------- |
| Gonzalo Durán Baronti    | Concertación Democrática | PS      | 16.109 | 56,64 | Alcalde   |
| Antonio Garrido Mardones | Coalición                | RN      | 12.333 | 43,36 |           |

### Elecciones municipales de 2016
- Elecciones municipales de 2016, para la alcaldía de Independencia[18]

| Candidato                | Pacto                           | Partido | Votos  | %      | Resultado |
| ------------------------ | ------------------------------- | ------- | ------ | ------ | --------- |
| Gonzalo Durán Baronti    | Nueva Mayoría                   | PS      | 13 463 | 60,13% | Alcalde   |
| Rodrigo Barco Sánchez    | Chile Vamos                     | RN      | 3513   | 15,69% |           |
| Mauricio Vargas Soto     | Pueblo Unido                    | PI      | 395    | 1,76%  |           |
| Antonio Garrido Mardones | Independientes (Fuera de pacto) | IND     | 5018   | 22,41% |           |